# Неатриглийска кула
Неатриглийската, още Суфларската или Метохийската кула (на гръцки: Πύργος Ζωγράφου), е византийска кула на Халкидическия полуостров, дем Неа Пропонтида, Гърция.

## Местоположение
Кулата е разположена северно от село Неа Триглия (Суфлар). Както се вижда от стари снимки, кулата не е изолирана, а е заемала югозападния ъгъл на голям комплекс от сгради. Комплексът е бил разположен на върха на хълм, от който се е открива много добра гледка към равнината на района и голяма част от югозападното крайбрежие на Халкидика.

## История
Времето на построяване на кулата и комплекса не е известно. Като се има предвид технологията на строителството и приликата с кулата във Василика Солун, тя е построена около XVI век, и че е била седалище на чифлика на османски земевладелец. Тоест, въпреки името си, кулата не е една от многото монашески кули на Халкидики.
В началото на XX век турският бей на Суфлар продава малкото имение заедно с кулата на Саул Модиано, който през 1907 година го продава на манастира Ватопед, след намеса на гръцкия консул в Солун Ламброс Коромилас. През 1909 година манастирът построява сградата на метоха до кулата.

## Описание
Височината на кулата достига приблизително 5 m, докато първоначалните размери на основата ѝ са били 5,1 x 6,7 m. Южната ѝ стена е продължение на стената на заграждението.